# Reprezentacja Włoch w futsalu mężczyzn
Reprezentacja Włoch w futsalu reprezentuje Włochy w międzynarodowych turniejach futsalowych i jest obecnie pod dyrekcją FIGC. Jest uważana za jedną z najlepszych drużyn w Europie. W 2003 wygrali mistrzostwa Europy w futsalu, pokonując w finale Ukrainę 1-0.
Większość graczy drużyny to naturalizowani Brazylijczycy. Wszyscy gracze ze składu na Mistrzostwach Świata w 2008 byli urodzeni w Brazylii.

## Osiągnięcia

### Sukcesy światowe
Występ w finale Mistrzostw Świata 2004, 3. miejsce w 2008 roku.

### Sukcesy europejskie
Reprezentacja Włoch w futsalu raz wygrała Mistrzostwa Europy, było to w 2003 roku. Zajęli 2. miejsce w 2007 roku.

## Spis turniejów

### Mistrzostwa świata w futsalu
- 1989 – Druga runda
- 1992 – Pierwsza runda
- 1996 – Druga runda
- 2000 – Nie zakwalifikowali się
- 2004 – 2. miejsce
- 2008 – 3. miejsce
- 2012 – 3. miejsce
- 2016 – 1/8 finału
- 2021 – Nie zakwalifikowali się

### Mistrzostwa Europy w futsalu
- 1996 – 4. miejsce
- 1999 – 3. miejsce
- 2001 – 4. miejsce
- 2003 – Mistrzostwo
- 2005 – 3. miejsce
- 2007 – 2. miejsce